# Pseudosparna antonkozlovi
Pseudosparna antonkozlovi es una especie de escarabajo longicornio del género Pseudosparna, categorizada en la tribu Acanthocinini, de la subfamilia Lamiinae.
Fue descrita por Santos-Silva y Nascimento en 2019. Aparece registrada y publicada en The megadiverse fauna of Neotropical Cerambycidae (Coleoptera): Notes, descriptions, new records, new species, and revalidations. Zootaxa, Auckland 4603 (3): 441–472 de 2019.
Mide 8,7-9,1 mm de longitud.

## Distribución
Se distribuye por América del Sur, en Colombia.